# North Audley Street
North Audley Street est une rue de la ville de Londres. Elle est située dans la cité de Westminster, dans le quartier de Mayfair.

## Situation et accès

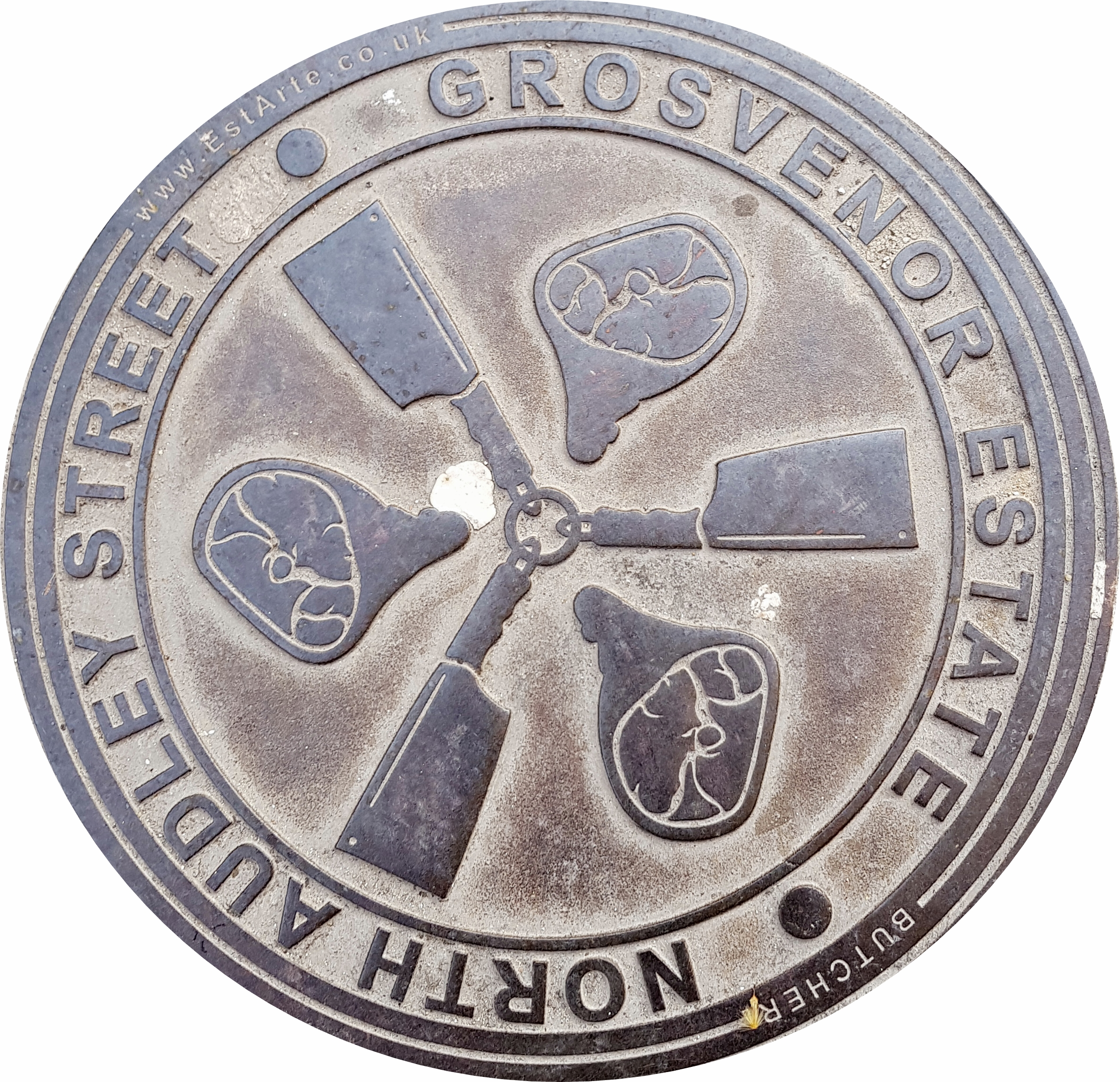
Plaque de trottoir.

North Audley Street s'étend de Oxford Street à Grosvenor Square. Orientée nord-sud et en sens unique, elle est longue d’environ 240 m.
Elle est prolongée, de l'autre côté de la place, par South Audley Street.
Les stations de métro les plus proches sont Marble Arch, où circulent les trains de la ligne  Central, et Bond Street, desservie par les lignes  Central  Jubilee.

## Origine du nom
Mary Davies (1665-1730), épouse de Thomas Grosvenor, dont la Davies Street voisine rappelle le souvenir, était l’héritière d’un avocat et usurier nommé Hugh Audley.

## Historique
Comme Grosvenor Square, Brook Street et d’autres rues du quartier, North Audley Street a été aménagée dans les années 1725.

## Bâtiments remarquables et lieux de mémoire

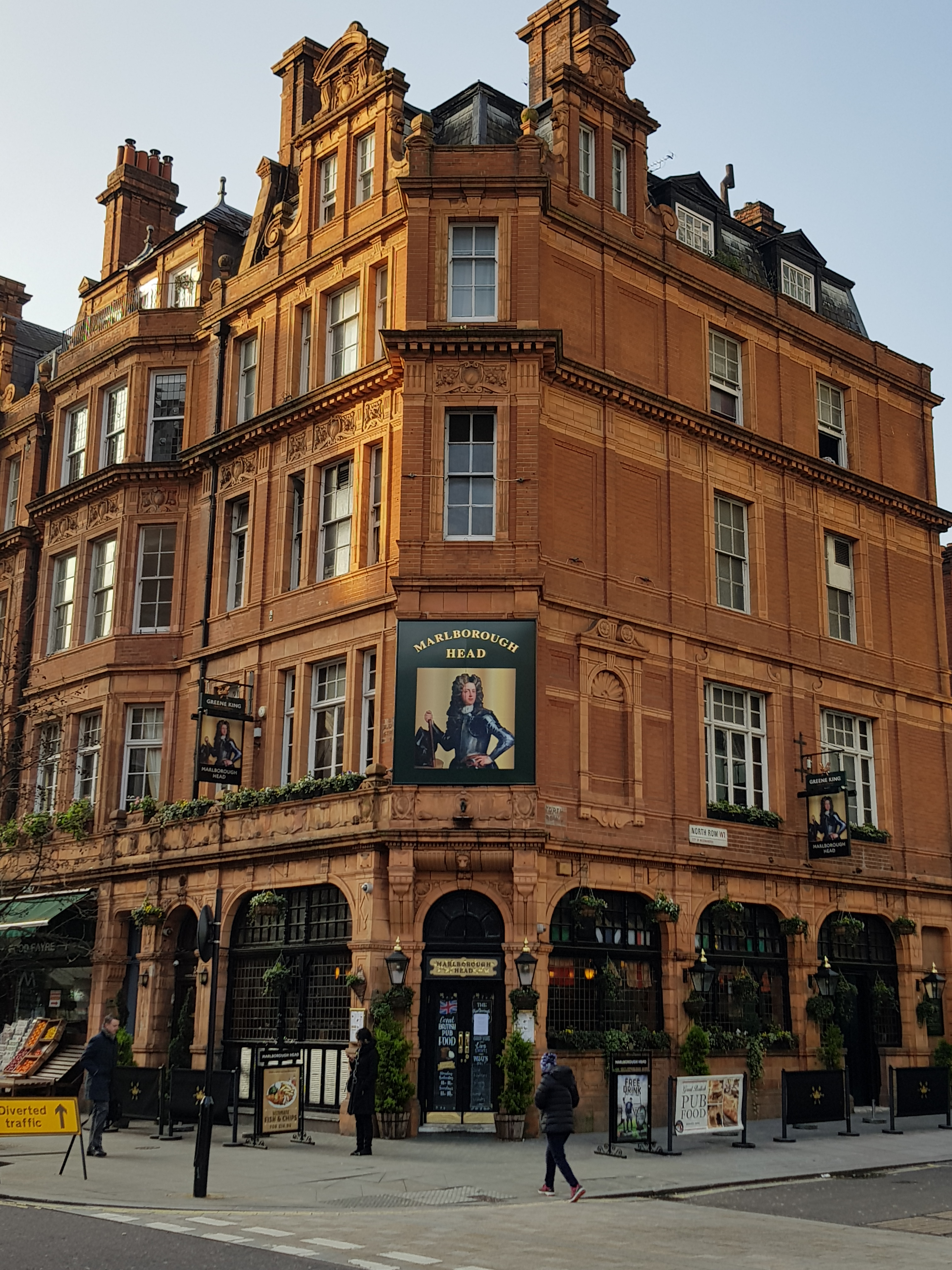
No 24.

- Nos 11 et 12 : maisons restaurées autour de 1820.

- No 13a : église St Mark's (1825-1828), bâtiment classé de grade I ; en 2019, l'église, désaffectée, est transformée en espace de restauration et en centre commercial, le Mercato Mayfair[3].

- No 24 : pub The Marlborough Head.